# Nina Kruijer
Nina Kruijer (* 23. Februar 1998) ist eine ehemalige niederländische Tennisspielerin.

## Karriere
Kruijer spielt hauptsächlich Turniere auf der ITF Women’s World Tennis Tour, bei der sie bisher vier Doppeltitel gewann. Ihr erstes Profiturnier spielte Kruijer im Juni 2014 in Amstelveen. 2015 war Kruijer Nr 1 der U18 in den Niederlanden, 2016 Nr. 67 der Junioren-Weltrangliste.
2016 trat sie bei den Australian Open im Juniorinneneinzel an, wo sie in der ersten Runde gegen Oana Gavrilă mit 6:1, 675 und 6:1 gewann, dann aber in der zweiten Runde gegen die spätere Halbfinalistin Rebeka Masarova mit 2:6 und 2:6 unterlag. Im Juniorinnendoppel schied sie mit ihrer chinesischen Partnerin Guo Hanyu bereits in der ersten Runde aus. Im August erreichte sie beim Turnier in Oldenzaal ihr erstes Halbfinale. Ihren ersten Turniersieg konnte sie im September 2016 beim Turnier in Alphen aan den Rijn im Doppel feiern.
Beim mit 25.000 US-Dollar dotierten BMW AHG Cup in Horb konnte sie als Qualifikantin in der ersten Runde des Hauptfeldes Carmen Schultheiss mit 6:2 und 6:1 besiegen, bevor sie in Runde zwei abermals an Rebeka Masarova mit 3:6 und 4:6 scheiterte.
In der 2. Tennis-Bundesliga spielte Kruijer 2017 für den TC Moers 08.

## Turniersiege

### Doppel
| Nr. | Datum              | Turnier             | Kategorie   | Belag     | Partnerin    | Finalgegnerinnen                    | Ergebnis          |
| --- | ------------------ | ------------------- | ----------- | --------- | ------------ | ----------------------------------- | ----------------- |
| 1.  | 11. September 2016 | Alphen aan den Rijn | ITF $10.000 | Sand      | Suzan Lamens | Chayenne Ewijk Rosalie van der Hoek | 6:0, 3:6, [10:5]  |
| 2.  | 30. Oktober 2016   | Iraklio             | ITF $10.000 | Hartplatz | Suzan Lamens | Mira Antonitsch Phillis Vanenburg   | 6:4, 4:6, [12:10] |
| 3.  | 6. November 2016   | Iraklio             | ITF $10.000 | Hartplatz | Suzan Lamens | Steffi Distelmans Vlada Ekshibarova | 6:2, 4:6, [10:8]  |
| 4.  | 15. Oktober 2017   | Scharm asch-Schaich | ITF $15.000 | Hartplatz | Suzan Lamens | Barbara Bonić Nastja Kolar          | 3:6, 7:5, [10:8]  |

## Auszeichnung
Nina Kruijer wurde beim Teleport-Tennisspielers des Jahres mit der "Zwarte Tulp" ausgezeichnet, dem Preis für das "Talent des Jahres".